# Квитневое (Сквирский район)
Квитневое (укр. Квітневе) — село, входит в Сквирский район Киевской области Украины.
Население по переписи 2001 года составляло 250 человек. Почтовый индекс — 09000. Телефонный код — 4568. Занимает площадь 0,74 км². Код КОАТУУ — 3224081802.

## История
В 1946 г. указом ПВС УССР село Казимировка переименовано в Квитневую

## Местный совет
09005, Київська обл., Сквирський р-н, с. Домантівка, вул. Радянська,77